# Tetrateatre
Tetrateatre és una companyia de teatre professional nascuda a Sant Cugat del Vallès (Vallès Occidental) l'any 1995 amb l'objectiu de donar visibilitat a dramatúrgies contemporànies. Els seus fundadors van ser els actors Joan Berlanga i Joan Llamas, l'escenògraf Carles Casas i la directora Dolors Vilarasau, que comptaven amb una àmplia trajectòria teatral.
El primer muntatge de Tetrateatre va ser Una nit qualsevol, de Sławomir Mrożek, estrenat a la Fira del Teatre de Tàrrega el 1995 i dirigit per Dolors Vilarasau. Posteriorment, es va representar al Centre Cultural Sant Cugat i al Teatre Tantarantana de Barcelona. L’espectacle va rebre el Premi a la Millor Proposta Teatral del Primer Cicle de Teatre Breu, organitzat per l’Associació d’Actors i Directors, Artenbrut i Barcelona TV. L'any següent, es va presentar en castellà com Una noche encantadora al Festival de Teatro de Aragón, amb una bona recepció per part del públic i la crítica. Amb El Comunicat de Václav Havel, estrenat al Nou Teatre Tantarantana i representat al Centre Cultural Sant Cugat, la companyia va culminar una trilogia dedicada al teatre centreeuropeu, si compten una obra prèvia de Havel Audiència i Vernissatge.
Tetrateatre ha explorat la poesia a l'escena a través de diversos formats, que van des de lectures dramatitzades fins a produccions més complexes i estructurades. En aquest àmbit, destaquen inicialment El Poema de Nadal de Josep M. de Sagarra (1994) i Verdaguerianes (1995, 2002), inspirat en l’obra poètica de Jacint Verdaguer. La companyia també ha creat espectacles a partir de la dramatúrgia de poemes, com Àlias Pere Quart (1996), basat en la poesia de Joan Oliver, Cambra Ferrater (1997), una recreació de l’univers poètic de Gabriel Ferrater, i Te mandaré mi corazón caliente (1998), amb versos de Federico García Lorca. Aquests dos últims es van representar al Teatre Adrià Gual i van incloure dansa.
Altres obres representades per Tetrateatre van ser Domna (1999), un espectacle de fusió cultural centrat en la figura de la dona, al Monestir de Sant Cugat del Vallès. Pregària de guerra de Mark Twain (2002) obra que parla del fonamentalisme religiós i que va ser representada a diverses poblacions de Catalunya, Sota la capa del cel Jordi Teixidor i Gerard Vàzquez estrenada al claustre del Monestir de Sant Cugat (2004), basada en la vida i obra dels poetes Carles Riba i Clementina Arderiu. La Màscara de Georges Feydeau (2007).
La fita més important de Tetrateatre és la creació de l'espectacle Pedra i sang, tragicomèdia musical sobre l'assassinat de l'abat Biure al Monestir de Sant Cugat durant la missa del gall de 1350. L'obra, escrita per Josep Maria Jaumà, amb música de Joan Alavedra i dirigida per Dolors Vilarasau, s'ha representat ininterrompudament des de l'any 2000.